# MultiVersus
MultiVersus foi um jogo eletrônico de luta crossover desenvolvido pela Player First Games e publicado pela Warner Bros. Interactive Entertainment. O jogo é gratuito para jogar e apresenta vários personagens dentro do catálogo da Warner Bros. Discovery.
O acesso antecipado foi lançado em 19 de julho de 2023 e a versão beta aberta do jogo foi lançada em 26 de julho do mesmo ano. O acesso antecipado foi encerrado em 25 de junho de 2023. A sua versão completa está prevista para o início de 2024 para Microsoft Windows, PlayStation 4, PlayStation 5, Xbox One e Xbox Series X/S.

## Jogabilidade
MultiVersus é um jogo eletrônico de luta em plataforma, no qual os jogadores batalham em diferentes estágios e tentam derrubar seus oponentes para fora dos limites de uma arena, com os personagens sendo derrubados quanto mais dano eles recebem. É jogado principalmente no formato "2 contra 2", embora as opções de "1 contra 1" e "livre-para-todos" também estejam disponíveis.

### Personagens jogáveis
O jogo atualmente apresenta 25 personagens jogáveis; 24 vindo de onze franquias de propriedade da Warner Bros. Discovery (com muitos deles sendo dublados por atores reprisando seus papéis de suas respectivas mídias anteriores), e um personagem original. Novos personagens estão planejados para serem adicionados ao jogo com pouca frequência.
| Adventure Time - Finn, o Humano - Jake, o Cão - Guarda Banana Game of Thrones - Arya Stark Looney Tunes - Pernalonga(pt-BR) ou Bugs Bunny(pt-PT?) - Taz - Marvin, o Marciano Rick and Morty - Rick Sanchez - Morty Smith Scooby-Doo - Salsicha(pt-BR) ou Shaggy Rogers(pt-PT?) - Velma Dinkley Space Jam: A New Legacy - LeBron James | Steven Universe - Garnet - Steven Universo The Iron Giant - O Gigante de Ferro Tom and Jerry - Tom & Jerry Gremlins - Gizmo - Stripe Universo DC - Arlequina - Batman - Mulher-Maravilha - Superman - Adão Negro - Coringa Personagem original - Reindog |

## Desenvolvimento
O jogo está sendo desenvolvido pela Player First Games e deve ser lançado em 2022 para Microsoft Windows, PlayStation 4, PlayStation 5, Xbox One e Xbox Series X/S. Servidores dedicados, rollback de código de rede e dublagens foram promovidos como recursos proeminentes, e a equipe pretende lançar novos conteúdos e personagens por meio de atualizações constantes. O site do jogo realizou um teste de tecnologia on-line de 25 de fevereiro a 8 de março de 2022. Um beta aberto para o jogo está programado para ser lançado em 26 de julho de 2022.

### Vazamento
Antes de seu anúncio em novembro de 2021, rumores sobre a existência de MultiVersus haviam sido vazados por várias fontes on-line. Inicialmente, um usuário do subreddit r/GamingLeaksandRumours alegou que o jogo havia sido idealizado no início de 2019 como resultado do lançamento de Super Smash Bros. Ultimate e do conhecimento dos funcionários da Warner Bros. sobre o meme da Internet "Ultra Instinct Shaggy". Eles também alegaram que a ideia de um crossover influenciou as filmagens de Space Jam: A New Legacy, embora a validade dessas alegações para ambos os produtos ainda não tenha sido confirmada ou negada pela Player First Games ou pela Warner Bros. Em 27 de outubro de 2021, o jogador profissional de Super Smash Bros. Melee, Juan "Hungrybox" DeBiedma, compartilhou uma foto no Twitter contendo o que ele alegou ser a tela de seleção de personagens para um futuro jogo de luta da Warner Bros. chamado MultiVersus. DeBiedma alegou ter recebido informações secretas sobre o jogo. A imagem foi posteriormente deletada depois que a Warner Bros. apresentou um pedido de remoção de DMCA, que DeBiedma afirmou ser uma "dura confirmação" da veracidade da foto. O vazamento incluiu o personagem Gandalf, de O Senhor dos Anéis, e Rick Sanchez, de Rick and Morty, como personagens jogáveis em vez de Arya Stark e Garnet. Os designs de Superman e Steven Universo também foram atualizados para serem exibidos no trailer. Documentos internos de design do jogo também vazaram no ResetEra. Após o teste de tecnologia, 4,5 minutos de imagens do jogo vazaram na Internet.